# Diacantha melanoptera
Diacantha melanoptera là một loài bọ cánh cứng trong họ Chrysomelidae. Loài này được Thomson miêu tả khoa học năm 1857.